# Parque Nacional Daisetsuzan
O Parque Nacional Daisetsuzan é um parque nacional japonês, localizado na prefeitura de Hokkaido. Extendendo-se por 226 764 hectares, foi designado como um parque nacional em 4 de dezembro de 1934.